# オニボウズギス
オニボウズギス（鬼坊主鱚、学名：Chiasmodon niger）はスズキ目クロボウズギス科の深海魚。古い図鑑では学名からキャスモドンやカイアスモドンなどと記載されていることもあった。自分より大きな魚を飲み込む能力で知られている。

## 分布と生息地
世界中の熱帯および亜熱帯海域に分布し、水深700 - 2,745 mの中深層および漸深層に生息する。分布域では一般的な深海魚で、大西洋では属内で最も一般的な種。

## 形態
平均体長は15 - 20 cmと小型で、最大でも25 cm。体は細長く側扁し、鱗は無く、体色は一様に茶色がかった黒色。皮膚は柔軟で薄い。頭部は長く、吻部は鈍い。口が非常に大きく開き、下顎は上顎よりも突き出る。上下の顎には一列の鋭い歯が並び、口を閉じると噛み合う。犬歯は上下に3対ある。
鰓の前部には小さな棘がある。胸鰭は長く、12 - 15軟条から成る。腹鰭は小さく、5軟条から成る。背鰭は二基あり、第一背鰭は10 -12棘から成り、第二背鰭は長く、1棘26 - 29軟条から成る。臀鰭は1棘26 - 29軟条から成る。尾鰭は二叉型で、9条から成る。側線は連続している。
独特の歯を持ち、牙は垂直で、2番目の牙が最も大きい。可動式の牙もあり、獲物を逃がすことなく傷つけたり噛んだりするのに役立つ。

## 捕食

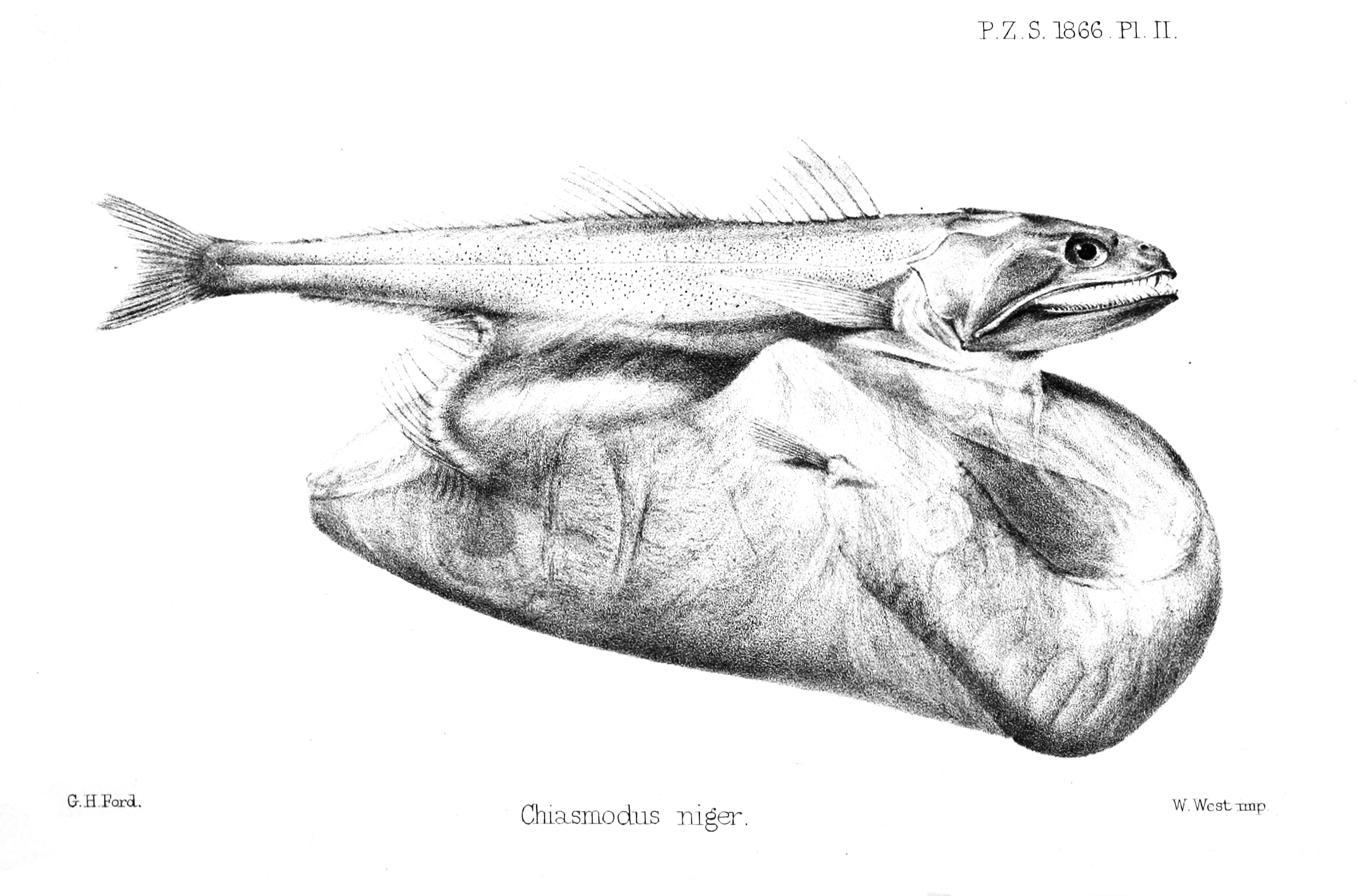
獲物を捕食した状態

硬骨魚類を捕食し、丸呑みにする。胃は大きく膨張し、自分の体長の2倍、重量は10倍以上の獲物であっても捕食する。下顎を外すことによって大きな獲物も飲み込める。その胃の中の捉えた獲物の姿が、透けた体表を通して見えてしまう程である。この捕食方法により、エサの乏しい深海で長期間栄養を保つとされている。
消化できないほど大きな魚を飲み込むと、発生したガスの放出により海面に浮きあがることがあり、この状態の標本が多く採集されている。2007年、グランドケイマン島で体長19 cmの個体の死骸が見つかり、胃には体長86 cm、自身の長さの4.5倍のクロタチカマスが入っていた。

## 生態
卵生であり、卵の直径は1.1 - 1.3 mmで、透明な球と6つの暗色の色素斑が含まれており、稚魚の体にも同様の斑点がある。斑点は最終的に消え、体全体が黒くなる。卵は主に冬に南アフリカ沖で見つかり、稚魚は4月から8月にかけてバミューダ諸島沖で発見された。幼魚は小さな棘で覆われている。